# Hyposoter rufiventris
Hyposoter rufiventris là một loài tò vò trong họ Ichneumonidae.